# Бансько
Банско (болг. Банско) — місто на південному заході Болгарії. Розташоване у Благоєвградській області, адміністративний центр однойменної громади. Населення — 8221 осіб. У місті розташована залізнична станція. Місто розташоване на висоті 936 м у підніжжя Пірину.

## Історія
Точна дата заснування міста невідома. Археологічні розкопки свідчать, що поселення існували тут ще за часів пізньої Римської імперії.
У 1868 році у Банско була створена перша протестантська громада.
До 1912 Банско входило до Османської імперії з певною часткою автономії. Місто керувалося Радою старійшин. Судова влада належала османському судді з міста Разлог. З 1912 року у результаті війни місто входить до складу незалежної Болгарії.

## Зимовий спорт
Тепер місто — центр зимового спорту Болгарії, що швидко розвивається. У місті є численні готелі, лижні та гірськолижні траси. 2003 року збудовано сучасний підйомник, що доставляє лижників до місця спусків. Улітку тут збираються прихильники туризму, маунтін-байку тощо.

## Визначні місця
Банско — музей просто неба. Добре збереглася середньовічна забудова з елементами національної архітектури. У місті та поруч — численні мінеральні джерела. Працює дім-музей поета Ніколи Вапцарова. Улітку проводиться джазовий фестиваль. Церква Святої Трійці.

## Карти
- bgmaps.com[недоступне посилання з серпня 2019]
- emaps.bg[недоступне посилання з лютого 2019]
- Google
- Openstreetmap